# إينهوا أرتيتا
أينهوا أرتيتا إبارولابورو (بالإنجليزية: Ainhoa Arteta)‏ (من مواليد 24 سبتمبر 1964 في تولوسا ، مقاطعة غيبوزكوا الباسكية) هي مغنية كلاسيكية إسبانية.

## وصلات خارجية
- إينهوا أرتيتا على موقع IMDb (الإنجليزية)
- إينهوا أرتيتا على موقع ميوزك برينز (الإنجليزية)
- إينهوا أرتيتا على موقع أول موفي (الإنجليزية)
- إينهوا أرتيتا على موقع ديسكوغز (الإنجليزية)
- إينهوا أرتيتا على موقع قاعدة بيانات الفيلم (الإنجليزية)